# Gheorghe Lazăr
Gheorghe Lazăr (Avrig, 5 giugno 1779 – Avrig, 17 settembre 1821) è stato un pedagogista romeno, fondatore della prima scuola superiore in cui si insegnasse in romeno a Bucarest nel 1818.

## Biografia
Nato da una famiglia di contadini sotto l'Impero asburgico, studiò teologia a Sibiu e a Cluj, interessandosi nel contempo anche di storia e filosofia. La sua dichiarata ammirazione per Napoleone Bonaparte ed altre sue idee radicali e anticonformiste gli impedirono tuttavia di completare il percorso di studi e diventare sacerdote.
Proprio perché considerato negativamente dalle autorità, fu costretto ad emigrare in Valacchia, dove lavorò soprattutto come istitutore, attrattovi anche dalla sua ammirazione per il boiardo Constantin Bălăceanu, che era incaricato dal Principe dell'amministrazione scolastica.
La sua concezione della scuola segnò una profonda rottura con la tradizione che imponeva l'insegnamento in greco e segnò inoltre un passo importante verso la secolarizzazione dell'insegnamento.
Ammalatosi gravemente, nel 1821 tornò al suo paese natale, dove morì nel settembre dello stesso anno.

## Riconoscimenti
Molte scuole superiori in Romania portano oggi il suo nome, tra cui:
- Il Colegiul Naţional Gheorghe Lazăr di Bucarest, scuola nata dalla ristrutturazione della prima scuola da lui fondata
- Il Colegiul Naţional Gheorghe Lazăr di Sibiu, scuola dove egli stesso era stato studente nel 1801-1802.

Numerose sono inoltre le statue che lo raffigurano: si ricordano in particolare quella in Piaţa Universităţii (Piazza dell'Università) a Bucarest ed il busto collocato di fronte al palazzo della Asociaţia Transilvană pentru Literatura Română şi Cultura Poporului Român (Associazione Transilvana per la Letteratura Romena e la Cultura del Popolo Romeno) a Sibiu.